# أنا ماهر وأنت غير ماهر (فلم)
أنا ماهر وأنت غير ماهر (بالهندية: Main Khiladi Tu Anari) هو فيلم كوميدي ببوليوود من إخراج سمير 1994 مالكان. سيناريو الأفلام هو عن طريق ساشين Bhowmick. بطولة أكشاي كومار وسيف علي خان وشيلبا شيتي في الأدوار المحورية، وذهب الفيلم لتصبح واحدة من أعلى الفيلم الإيرادات لهذا العام. [1] وكانت هذه الدفعة الثانية في خيلادي (سلسلة أفلام). وكان هذا أول عمل فيلم بوليوود ليتم مراجعتها من قبل فنون الدفاع عن النفس الناقد ألبرت فالنتين على KungFuCinemas. [2] وهو طبعة جديدة من الفيلم عام 1991، الطريق الصعب، وبطولة مايكل جي فوكس وجيمس وودز.

## قصة الفلم
واحد من المفتشين الأكثر احتراما، مقتل أرجون جوجليكار (موكيش خانا) من قبل تاجر مخدرات والعصابات قولي (شاكتي كابور). منى (شيلبا شيتي)، مغنية كاباريه وعشيقة جولى، وافق على الادلاء بشهادته ضد جولى ويتم وضعها في حماية الشهود من قبل المفتش كاران (أكشاي كومار)، شقيق أرجون الأصغر، الذي يهدف إلى محاربة أي ظلم وانتقام قتل شقيقه. عندما يجد جولى خارج عن شهادة منى المرتقبة التي من شأنها فضح هويته الحقيقية، وقال انه يتابع من روعها وقتلها.
ديباك كومار (سيف علي خان)، الذي هو الممثل الأكثر رومانسية حولها، وتشعر بالإحباط مع أدواره ويجري نوع من الطبقة كبطل رومانسي. وقال إنه يود أن تفعل شيئا مختلفا وجلب بعض التغيير والإثارة إلى وجوده مملة ومملة. لتغيير حياته الرتيبة، وقال انه يحصل في حالة سكر ويحرك حولها. تم إلقاء القبض عليه من قبل الشرطة، وتقديمهم للله غوغائية المنتجة. هذا هو المكان الذي يلتقي كاران ومعجب جدا مع تأكيد الذات له، والشجاعة، والصدق، وسوف ديباك ترغب في دراسة سلوكه حتى يتمكن من استخدام هذه كخلفية لفيلمه المقبل.
كاران يلتقي باسانتي الذي تبدو متطابقة إلى منى. وعد السماح ديباك تسكع وسلم إذا ديباك يمكن الحصول على باسانتي ليكون بمثابة منى. ديباك تدرب باسانتي ويقدم الجديد «منى» لكاران. كاران يضع باسانتي في ضوء القمر فندق باعتباره فاقد الذاكرة منى، حيث أنها يمكن أن يقدم تقريرا عن الأنشطة الإجرامية جولى لل. هذه هي الطريقة التي كشف قولي في نهاية المطاف. بينما كاران وباسانتي تقع في الحب مع بعضها البعض، ديباك السقوط هو الحب مع شقيقة كاران، Shivangi.

## الممثلين
اكشاي كومار-كاران
سيف علي خان-ديباك
شيلبا شيتي-مونا
شاكتي كابور-كولي
قادر خان-رام لاي
رافينا توندون ضهور خاص

## انجازات الفلم
الفلم الاعلى ارباح في سنة 1994
رشح أفضل ممثل مساعد سيف علي خان
رشح أفضل ممثل كوميدي قادر خان
رشح أفضل مخرج موسيقي انو ماليك
رشحت أفضل مغنية ألكا ياجنيك

## روابط خارجية
- أنا ماهر و أنت غير ماهر على موقع IMDb (الإنجليزية)
- أنا ماهر و أنت غير ماهر على موقع الموسوعة البريطانية (الإنجليزية)
- أنا ماهر و أنت غير ماهر على موقع روتن توميتوز (الإنجليزية)
- أنا ماهر و أنت غير ماهر على موقع قاعدة بيانات الفيلم (الإنجليزية)
- أنا ماهر و أنت غير ماهر على موقع ليتربوكسد (الإنجليزية)
- أنا ماهر و أنت غير ماهر على موقع كينوبويسك (الروسية)